# 四叠氮化碲
四叠氮化碲是一种易爆无机化合物，化学式为Te(N
3)
4，它的构型为变形四面体，具有C2对称性。它可由四氟化碲和三甲基叠氮硅烷在氟三氯甲烷中于0 °C反应制得，它也可以由六氟化碲和三甲基叠氮硅烷在氟化铯催化下于乙腈中反应得到：
TeF6 + 6 (CH3)3SiN3 → Te(N3)4 + 6 (CH3)3SiF + 3 N2